# Bobby Shuttleworth
Bobby Shuttleworth (Tonawanda, Nueva York, Estados Unidos, 13 de mayo de 1987) es un exfutbolista estadounidense. Juega de posición de portero.
Anunció su retiro como profesional en 2022, su último club fue el Atlanta United.

## Clubes
| Club                           | País           | Año       |
| ------------------------------ | -------------- | --------- |
| Albany Admirals                | Estados Unidos | 2007      |
| Kalamazoo Outrage              | Estados Unidos | 2008      |
| Buffalo City                   | Estados Unidos | 2009      |
| New England Revolution         | Estados Unidos | 2009-2016 |
| Western Mass Pioneers (cesión) | Estados Unidos | 2009      |
| Minnesota United               | Estados Unidos | 2017-2019 |
| Sacramento Republic (cesión)   | Estados Unidos | 2019      |
| Chicago Fire                   | Estados Unidos | 2020-2021 |
| Atlanta United                 | Estados Unidos | 2022      |